# Thelma
Thelma é um filme do cineasta suíço Pierre-Alain Meier com co-produção francesa e grega, e foi inspirado na personagem da cena transgênera paulistana Thelma Lipp.

## Enredo
O roteiro do filme mostra a história de Vincent Fleury, um motorista de táxi de Lausanne, que vive separado de sua esposa e filho. Uma noite, ele conhece Thelma, para ele uma jovem mulher que lhe oferece uma grande quantia de dinheiro para que ele a leve até Creta e a ajude a se vingar de um ex-amante. 
Vincent e Thelma ficam sentimentalmente próximos durante a viagem, mas ela permanece um pouco evasiva. Vincent não consegue entender o porquê, até que em uma noite, quando o flerte deles fica mais sério, descobre que Thelma também é biologicamente homem. Chocado, a rejeita. No entanto, o sentimento já havia se firmado e eles vivem uma história juntos. 

## Atores
- Laurent Schilling ....  Vincent
- Pascale Ourbih .... Thelma
- Nathalia Capo D’Istria
- François Germond
- Michele Valley
- Philippe Duclos
- Joëlle Fretz